# Agnes Mary Clerke
Agnes Mary Clerke (10 de fevereiro de 1842 – 20 de janeiro de 1907) foi uma astrónoma e escritora britânica, autora de livros centrados no campo da astronomia. Nasceu em Skibbereen, Condado de Cork, Irlanda, e morreu em Londres.
A cratera lunar Clerke leva este nome em sua memória.
Em 2002, a conferenciante de astronomia reformada Mary Brück escreveu um livro sobre Clerke, titulado "Agnes Mary Clerke and the Rise of Astrophysics" (Agnes Mary Clerke e a Ascensão da Astrofísica).

## Leituras relacionadas
- Brück, M.T. (2002). Brück, M.T. (2002). Agnes Mary Clerke and the Rise of Astrophysics. [S.l.: s.n.] ISBN 0-521-80844-8. OCLC 47805069. doi:10.2277/0521808448 Cambridge: Cambridge University Press.     doi:10.2277/0521808448.
- Huggins, Margaret Lindsay (abril de 1907). «Agnes Mary Clerke» (PDF). The Astrophysical Journal. 25: 225–30. Bibcode:1907ApJ....25..226H. doi:10.1086/141436 (PDF).  (Chicago: American Astronomical Society)  (1): 225-30. Bibcode:1907ApJ....25..226H. doi:10.1086/141436. Consultado a 18 de agosto de 2008.
- Brück, Mary T. (2004). «Agnes Mary Clerke: Ever-popular Historian of Astronomy». «Agnes Mary Clerke: Ever-popular Historian of Astronomy». The Antiquarian Astronomer. 1: 3–5. Bibcode:2004AntAs...1....3B () : 3-5. Bibcode:2004AntAs...1....3B. Consultado a 11 de maio de 2015.
- Brück, Mary T. (2014). «Clerke, Agnes Mary».  Em Hockey, Thomas; Trimble, Virginia; Williams, Thomas R. Brück, Mary T. (2014).  Hockey, ed. Biographical Encyclopedia of Astronomers. [S.l.: s.n.] ISBN 978-1-4419-9917-7. doi:10.1007/978-1-4419-9917-7_290 New York:    doi:10.1007/978-1-4419-9917-7_290. Consultado a 7 de novembro de 2015.
- Hollis, Henry Park; Brück, Mary T. (2004). «Clerke, Agnes Mary». doi:10.1093/ref:odnb/32444 Em falta ou vazio |título= (ajuda)Em falta ou vazio |título= (ajuda)   Oxford, England:  doi:10.1093/ref:odnb/32444. Consultado a 7 de novembro de 2015.